# Verein für Leibesübungen von 1899 1963-1964
Questa voce raccoglie le informazioni riguardanti il Verein für Leibesübungen von 1899 nelle competizioni ufficiali della stagione 1963-1964.

## Stagione
Nella stagione 1963-1964 l'Osnabrück, allenato da Charly Komorowski, concluse il campionato di Regionalliga nord al 6º posto. In Coppa di Germania l'Osnabrück fu eliminato al primo turno dall'Eintracht Braunschweig.

## Rosa
| N. |                     | Ruolo | Calciatore         |
| -- | ------------------- | ----- | ------------------ |
|    | Germania (bandiera) | P     | Willy Mehlmann     |
|    | Germania (bandiera) | P     | Karl-Heinz Schelp  |
|    | Germania (bandiera) | D     | Hannes Altenkirch  |
|    | Germania (bandiera) | D     | Walter Bulik       |
|    | Germania (bandiera) | D     | Erwin Türk         |
|    | Germania (bandiera) | D     | Dieter Willmann    |
|    | Germania (bandiera) | C     | Helmut Bensmann    |
|    | Germania (bandiera) | C     | Manfred Deters     |
|    | Germania (bandiera) | C     | Rolf Ernst         |
|    | Germania (bandiera) | C     | Reinhard Haseldiek |

| N. |                     | Ruolo | Calciatore        |
| -- | ------------------- | ----- | ----------------- |
|    | Germania (bandiera) | C     | Klaus Iwanzik     |
|    | Germania (bandiera) | C     | Rudolf Kuhlmann   |
|    | Germania (bandiera) | C     | Edgar Schöneich   |
|    | Germania (bandiera) | C     | Walter Wiethe     |
|    | Germania (bandiera) | C     | Karl Heinz Wöbker |
|    | Germania (bandiera) | A     | Peter Beckmann    |
|    | Germania (bandiera) | A     | Dieter Jarczyk    |
|    | Germania (bandiera) | A     | Udo Lattek        |
|    | Germania (bandiera) | A     | Helmut Möller     |
|    | Germania (bandiera) | A     | Hans Würz         |

## Organigramma societario
Area tecnica
- Allenatore: Charly Komorowski
- Allenatore in seconda:
- Preparatore dei portieri:
- Preparatori atletici:
- Analisi video:

## Calciomercato

### Sessione estiva
| Acquisti | Acquisti        | Acquisti         | Acquisti |
| R.       | Nome            | da               | Modalità |
| -------- | --------------- | ---------------- | -------- |
| P        | Willy Mehlmann  | Viktoria Berlino |          |
| C        | Edgar Schöneich | Osnabrück U19    |          |
| A        | Hans Würz       | Wuppertal        |          |

| Cessioni | Cessioni | Cessioni | Cessioni |
| R.       | Nome     | a        | Modalità |
| -------- | -------- | -------- | -------- |

## Risultati

### Regionalliga

#### Girone di andata
| 11 agosto 1963 1ª giornata | Friedrichsort | 0 – 1 | Osnabrück |  |

| 18 agosto 1963 2ª giornata | Osnabrück | 1 – 2 | St. Pauli |  |

| 25 agosto 1963 3ª giornata | Neumünster | 6 – 1 | Osnabrück |  |

| 1º settembre 1963 4ª giornata | Osnabrück | 2 – 3 | Oldenburg |  |

| 8 settembre 1963 5ª giornata | Wolfsburg | 3 – 0 | Osnabrück |  |

| 15 settembre 1963 6ª giornata | Osnabrück | 2 – 2 | Victoria Amburgo |  |

| 22 settembre 1963 7ª giornata | Hannover 96 | 5 – 1 | Osnabrück |  |

| 6 ottobre 1963 8ª giornata | Osnabrück | 2 – 0 | Bergedorf |  |

| 13 ottobre 1963 9ª giornata | Lubecca | 2 – 4 | Osnabrück |  |

| 20 ottobre 1963 10ª giornata | Osnabrück | 2 – 0 | Holstein Kiel |  |

| 3 novembre 1963 11ª giornata | Altona 93 | 1 – 1 | Osnabrück |  |

| 10 novembre 1963 12ª giornata | Concordia Amburgo | 3 – 0 | Osnabrück |  |

| 17 novembre 1963 13ª giornata | Osnabrück | 2 – 2 | Bremerhaven |  |

| 24 novembre 1963 14ª giornata | VfL Oldenburg | 0 – 2 | Osnabrück |  |

| 1º dicembre 1963 15ª giornata | Osnabrück | 4 – 2 | Barmbek-Uhlenhorst |  |

| 8 dicembre 1963 16ª giornata | Arminia Hannover | 4 – 0 | Osnabrück |  |

| 15 dicembre 1963 17ª giornata | Osnabrück | 2 – 0 | Hildesheim |  |

#### Girone di ritorno
| 5 gennaio 1964 18ª giornata | Barmbek-Uhlenhorst | 1 – 2 | Osnabrück |  |

| 12 gennaio 1964 19ª giornata | Osnabrück | 1 – 0 | VfL Oldenburg |  |

| 19 gennaio 1964 20ª giornata | Osnabrück | 3 – 0 | Arminia Hannover |  |

| 26 aprile 1964 21ª giornata | Hildesheim | 3 – 0 | Osnabrück |  |

| 2 febbraio 1964 22ª giornata | Osnabrück | 1 – 1 | Neumünster |  |

| 9 febbraio 1964 23ª giornata | Oldenburg | 0 – 3 | Osnabrück |  |

| 16 febbraio 1964 24ª giornata | Osnabrück | 2 – 0 | Wolfsburg |  |

| 23 febbraio 1964 25ª giornata | Victoria Amburgo | 1 – 4 | Osnabrück |  |

| 2 marzo 1964 26ª giornata | Osnabrück | 2 – 1 | Hannover 96 |  |

| 8 marzo 1964 27ª giornata | Bergedorf | 2 – 2 | Osnabrück |  |

| 15 marzo 1964 28ª giornata | Osnabrück | 2 – 0 | Lubecca |  |

| 29 aprile 1964 29ª giornata | Holstein Kiel | 2 – 1 | Osnabrück |  |

| 5 aprile 1964 30ª giornata | Osnabrück | 1 – 3 | Altona 93 |  |

| 12 aprile 1964 31ª giornata | Osnabrück | 0 – 0 | Concordia Amburgo |  |

| 19 aprile 1964 32ª giornata | Bremerhaven | 3 – 0 | Osnabrück |  |

| 3 maggio 1964 33ª giornata | Osnabrück | 5 – 0 | Friedrichsort |  |

| 10 maggio 1964 34ª giornata | St. Pauli | 0 – 0 | Osnabrück |  |

### Coppa di Germania
| Arbitro: | Schreiner |

|                                 |           |  |
| Moll 16’ Wuttich 88’ Hosung 90’ | Marcatori |  |

## Statistiche

### Statistiche di squadra
| Competizione      | Punti | In casa | In casa | In casa | In casa | In casa | In casa | In trasferta | In trasferta | In trasferta | In trasferta | In trasferta | In trasferta | Totale | Totale | Totale | Totale | Totale | Totale | DR |
| Competizione      | Punti | G       | V       | N       | P       | Gf      | Gs      | G            | V            | N            | P            | Gf           | Gs           | G      | V      | N      | P      | Gf     | Gs     | DR |
| ----------------- | ----- | ------- | ------- | ------- | ------- | ------- | ------- | ------------ | ------------ | ------------ | ------------ | ------------ | ------------ | ------ | ------ | ------ | ------ | ------ | ------ | -- |
| Regionalliga nord | 39    | 17      | 10      | 4       | 3       | 34      | 16      | 17           | 6            | 3            | 8            | 22           | 36           | 34     | 16     | 7      | 11     | 56     | 52     | +4 |
| Coppa di Germania | -     | 0       | 0       | 0       | 0       | 0       | 0       | 1            | 0            | 0            | 1            | 0            | 3            | 1      | 0      | 0      | 1      | 0      | 3      | -3 |
| Totale            | 39    | 17      | 10      | 4       | 3       | 34      | 16      | 18           | 6            | 3            | 9            | 22           | 39           | 35     | 16     | 7      | 12     | 56     | 55     | +1 |

### Andamento in campionato
| Giornata  | 1 | 2  | 3  | 4  | 5  | 6  | 7  | 8  | 9  | 10 | 11 | 12 | 13 | 14 | 15 | 16 | 17 | 18 | 19 | 20 | 21 | 22 | 23 | 24 | 25 | 26 | 27 | 28 | 29 | 30 | 31 | 32 | 33 | 34 |
| --------- | - | -- | -- | -- | -- | -- | -- | -- | -- | -- | -- | -- | -- | -- | -- | -- | -- | -- | -- | -- | -- | -- | -- | -- | -- | -- | -- | -- | -- | -- | -- | -- | -- | -- |
| Luogo     | T | C  | T  | C  | T  | C  | T  | C  | T  | C  | T  | T  | C  | T  | C  | T  | C  | T  | C  | C  | T  | C  | T  | C  | T  | C  | T  | C  | T  | C  | C  | T  | C  | T  |
| Risultato | V | P  | P  | P  | P  | N  | P  | V  | V  | V  | N  | P  | N  | V  | V  | P  | V  | V  | V  | V  | P  | N  | V  | V  | V  | V  | N  | V  | P  | P  | N  | P  | V  | N  |
| Posizione | 7 | 10 | 15 | 15 | 17 | 17 | 17 | 17 | 14 | 12 | 11 | 12 | 12 | 10 | 10 | 10 | 9  | 7  | 7  | 6  | 7  | 8  | 7  | 6  | 5  | 5  | 6  | 6  | 6  | 6  | 6  | 7  | 6  | 6  |

Legenda:

Luogo: C = Casa; T = Trasferta. Risultato: V = Vittoria; N = Pareggio; P = Sconfitta.

### Statistiche dei giocatori
| H. Altenkirch | 0 | 0 | 0 | 0 |
| P. Beckmann   | 1 | 0 | 0 | 0 |
| H. Bensmann   | 1 | 0 | 0 | 0 |
| W. Bulik      | 1 | 0 | 0 | 0 |
| M. Deters     | 1 | 0 | 0 | 0 |
| R. Ernst      | 1 | 0 | 0 | 0 |
| R. Haseldiek  | 0 | 0 | 0 | 0 |
| K. Iwanzik    | 1 | 0 | 0 | 0 |
| D. Jarczyk    | 1 | 0 | 0 | 0 |
| R. Kuhlmann   | 0 | 0 | 0 | 0 |
| U. Lattek     | 1 | 0 | 0 | 0 |
| W. Mehlmann   | 0 | 0 | 0 | 0 |
| H. Möller     | 0 | 0 | 0 | 0 |
| K. Schelp     | 1 | 0 | 0 | 0 |
| E. Schöneich  | 0 | 0 | 0 | 0 |
| E. Türk       | 0 | 0 | 0 | 0 |
| W. Wiethe     | 1 | 0 | 0 | 0 |
| D. Willmann   | 1 | 0 | 0 | 0 |
| K. Wöbker     | 0 | 0 | 0 | 0 |
| H. Würz       | 0 | 0 | 0 | 0 |